# Denys Maljuska

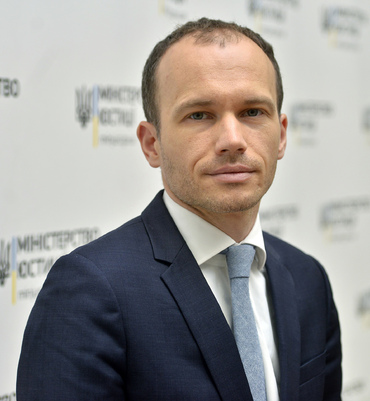
Denys Maljuska 2019

Denys Leontijowytsch Maljuska  (ukrainisch Денис Леонтійович Малюська; * 19. November 1981 in Dunajiwzi, Ukrainische SSR) ist ein ukrainischer Jurist und Politiker.
Am 29. August 2019 wurde er zum Justizminister der Ukraine im Kabinett Hontscharuk ernannt. Dieses Amt behielt er auch nach einer Kabinettsumbildung am 4. März 2020 im neuen Kabinett Schmyhal.
Maljuska absolvierte 2004 ein Studium an der rechtswissenschaftlichen Fakultät der Nationalen Taras-Schewtschenko-Universität in Kiew und wurde 2016 Master of Laws an der Universität London.
Er trat auf Listenplatz 21 der Partei Sluha narodu bei der Parlamentswahl in der Ukraine 2019 an und wurde am 29. August 2019 Abgeordneter der Werchowna Rada.